# Karen Moras
Karen Lynne Moras OAM, nach Heirat Karen Lynne Stephenson (* 6. Januar 1954 in Ryde, New South Wales) ist eine ehemalige australische Schwimmerin. Sie gewann bei den Olympischen Spielen 1968 in Mexiko-Stadt eine Bronzemedaille über 400 Meter Freistil. Bei den British Commonwealth Games 1970 gewann sie drei Goldmedaillen.

## Sportliche Karriere
Moras begann ihre Karriere beim Ryde Swimming Club und Trainer Forbes Carlile. Im Alter von 14 Jahren gehörte sie zum australischen Aufgebot für die Olympischen Spiele in Mesxiko-Stadt, wo ihr allerdings die dünne Höhenluft zu schaffen machte. Über 400 Meter Freistil qualifizierte sie sich mit der nach Debbie Meyer zweitbesten Zeit für das Finale. Im Finale gewann Meyer vor Linda Gustavson, Hinter den beiden Schwimmerinnen aus den Vereinigten Staaten erschwamm Moras die Bronzemedaille mit 0,2 Sekunden Vorsprung auf Pamela Kruse, die dritte US-Starterin. Über 800 Meter Freistil qualifizierte sich Moras als Schnellste der Vorläufe für das Finale. Im Finale belegte sie mit nahezu derselben Zeit wie im Vorlauf den vierten Platz hinter Debbie Meyer, Pamela Kruse und der Mexikanerin María Teresa Ramírez, die im Ziel eine Zehntelsekunde Vorsprung aus Moras hatte.
Im März 1970 stellte Karen Moras in Sydney einen Weltrekord über 800 Meter Freistil auf. Diesen Weltrekord verbesserte sie selbst bei den British Commonwealth Games 1970 in Edinburgh um fast sieben Sekunden. Außer auf der langen Freistilstrecke gewann Moras in Edinburgh auch die Titel über 200 und 400 Meter Freistil.
Im April 1971 stellte Karen Moras auch einen Weltrekord über 400 Meter Freistil auf. Dieser wurde im gleichen Jahr von Shane Gould unterboten, dem neuen Schwimmstar des Ryde Swimming Club. Da Karen Moras sich von Trainer Carlile hinter Gould zurückgesetzt fühlte, wechselte sie zu Trainer Don Talbot.
Karen Moras qualifizierte sich auf drei Strecken für das australische Aufgebot bei den Olympischen Spielen 1972 in München. Sie konnte sich aber weder über die beiden langen Freistilstrecken noch über 400 Meter Lagen für das Finale qualifizieren. Ihre Schwester Narelle Moras erreichte das Finale über 800 Meter Freistil und wurde Achte, beide standen aber deutlich im Schatten von Shane Gould, die fünf Medaillen gewann.
Karen Moras gewann im Lauf ihrer Karriere elf australische Meistertitel. 1985 wurde sie in die Sport Australia Hall of Fame aufgenommen. 2002 war sie Betreuerin des australischen Frauenteams für die Commonwealth Games, zwei Jahre später gehörte sie zum Stab der australischen Schwimmnationalmannschaft bei den Olympischen Spielen in Athen.